# Malajská Wikipedie
Malajská Wikipedie je verze Wikipedie v malajštině. V lednu 2022 obsahovala přes 355 000 článků a pracovalo pro ni 14 správců. Registrováno bylo přes 286 000 uživatelů, z nichž bylo asi 550 aktivních. V počtu článků byla 34. největší Wikipedie.